# Rugby Leonessa 1928 2003-2004

## Super 10 2003-04

### Stagione regolare
| Incontro              | Andata | Ritorno |
| --------------------- | ------ | ------- |
| Benetton — Leonessa   | 26-9   | 34-15   |
| Leonessa — Petrarca   | 18-20  | 13-34   |
| Parma — Leonessa      | 37-6   | 16-12   |
| Leonessa — Viadana    | 14-21  | 19-25   |
| Calvisano — Leonessa  | 46-10  | 17-22   |
| Leonessa — L’Aquila   | 32-6   | 25-32   |
| GRAN Parma — Leonessa | 12-12  | 13-20   |
| Leonessa — Rovigo     | 27-14  | 30-37   |
| Leonessa — Rugby Roma | 58-10  | 14-29   |

#### Risultati della stagione regolare
| Posizione | G  | V | N | P  | PF  | PS  | DP   | B | Pt |
| --------- | -- | - | - | -- | --- | --- | ---- | - | -- |
| 9ª        | 18 | 5 | 1 | 12 | 345 | 462 | -117 | 8 | 30 |

## Coppa Italia 2003-04

### Prima fase
| Incontro              | Andata | Ritorno |
| --------------------- | ------ | ------- |
| GRAN Parma — Leonessa | 40-7   | 31-32   |
| Leonessa — Rovigo     | 20-19  | 3-20    |
| Calvisano — Leonessa  | 54-14  | 22-13   |
| Leonessa — Viadana    | 15-51  | 23-36   |

#### Risultati della prima fase
| Posizione | G | V | N | P | PF  | PS  | DP   | B | Pt |
| --------- | - | - | - | - | --- | --- | ---- | - | -- |
| 5ª        | 8 | 2 | 0 | 6 | 128 | 273 | -145 | 0 | 8  |

## European Challenge Cup 2003-04

### Turno preliminare
| Incontro               | Andata | Ritorno |
| ---------------------- | ------ | ------- |
| Leonessa — Montferrand | 0-55   | 3-58    |

## European Shield 2003-04

### Ottavi di finale
| Incontro               | Andata | Ritorno |
| ---------------------- | ------ | ------- |
| CDU Lisbona — Leonessa | 25-13  | 18-42   |

### Quarti di finale
| Incontro              | Andata | Ritorno |
| --------------------- | ------ | ------- |
| Santboiana — Leonessa | 19-22  | 10-28   |

### Semifinale
| Incontro               | Andata | Ritorno |
| ---------------------- | ------ | ------- |
| Leonessa — Montpellier | 12-45  | 23-26   |

## Verdetti
- Leonessa qualificata alla European Challenge Cup 2004-05.